# Грязнов, Николай Сергеевич
Николай Сергеевич Грязнов  (1907—1991) — советский учёный-коксохимик, доктор технических наук, профессор; Заслуженный деятель науки и техники РСФСР (1978).
Автор более двухсот научных работ, в том числе четырёх монографий, а также 10 изобретений, подготовил 15 кандидатов технических наук.

## Биография
Родился 22 декабря 1907 года в городе Клин Московской губернии в семье купца.
После окончания в 1925 году школы 2-й ступени, обучался в Московском жировом техникуме, затем в 1926—1930 годах учился в Химико-технологическом институте им. Д. И. Менделеева. В 1929 году, ещё будучи студентом, Николай Грязнов поступил на работу в институт «Мосгипрококс».
После окончания института, в 1931 году, был переведен в город Свердловск во вновь организованное объединение «Востокококс», откуда в 1932 году был приглашен на строительство Губахинского коксохимического завода. В 1934 году Грязнов перевелся в Восточный углехимический институт, где проработал свыше 40 лет, пройдя путь от младшего научного сотрудника до главного специалиста − заведующего углекоксовым отделом института. В 1945 году защитил кандидатскую диссертацию, посвященную коксовым углям Кузбасса; в 1962 году защитил докторскую диссертацию на тему «Вопросы теории образования кокса и новые методы подготовки углей для коксования», а в 1968 году стал профессором.
Участвовал в проектировании и строительстве первых советских коксовых печей и в дальнейшем руководил разработкой и внедрением новых методов подготовки углей для коксования. Принимал участие в оказании технической помощи по налаживанию технологического процесса и повышению качества кокса на заводах СССР и дружественных ему стран — Индии, Китая, ГДР.
Также занимался общественной деятельностью — работал в ряде международных организаций, в частности — Комитета по углю Европейской экономической комиссии ООН.
Умер 2 апреля 1991 года в Екатеринбурге, похоронен на Широкореченском кладбище.
Был награждён орденами Трудового Красного Знамени (1954) и «Знак Почета» (1952), медалями «За трудовую доблесть» (30.09.1943) и «За доблестный труд в Великой Отечественной войне 1941-1945 гг.» (1946), а также медалью КНР «Дружба» (1960).